# Silverlight
Microsoft Silverlight foi um software de tecnologia para navegadores e plug-ins deprecado. Desenvolvido para competir com o Adobe Flash e com o Adobe Flex, o Silverlight propõe a criação de RIA (Internet rica), propõe combinar visual e funcionalidade, ou seja, criando uma ponte entre designers e desenvolvedores.
O maior destaque fica por conta da transmissão de vídeos, que utiliza o codec VC-2 para fornecer uma transferência de dados com maior qualidade e ainda a possibilidade de trabalhar com resoluções em Full HD (1080p). Vale ressaltar o uso da aceleração de hardware 3D, também presente para acirrar a corrida pela tecnologia que dominará o mercado.
A Microsoft encerrou o suporte para o Silverlight no Internet Explorer 11 (o último navegador da Web restante ainda com suporte ao Silverlight) em 12 de outubro de 2021. Ele é suportado no Windows 8.1 e posterior e no Windows Server 2012 e posterior, por exemplo, no Windows Embedded POSReady 7 e no Windows Thin PC, enquanto, por exemplo, o Windows 7 e versões anteriores não recebem atualizações de segurança.

## Características

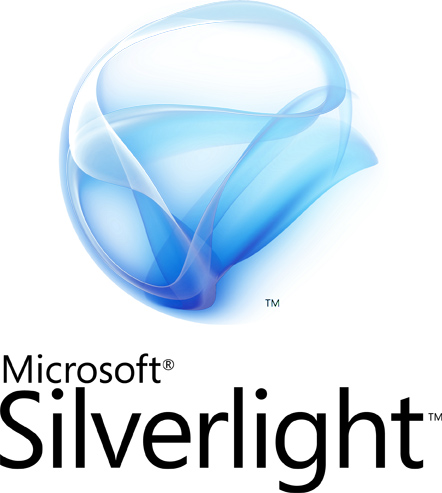

- É formado basicamente de 4 arquivos: dois arquivos em XAML (que é a linguagem utilizada tanto pelo Silverlight quanto pelo Windows Presentation Foundation). E mais dois arquivos de code-behind, ou seja, escritos em alguma linguagem de programação para manipular o XAML
- Oferece uma experiência ampla na incorporação de vídeos, animações e interfaces interativas
- É pequeno e de fácil instalação, possuindo menos de 6 MB
- Pode criar e trabalhar com gráficos vetorizados, assim como textos, animações e sobreposições que interagem com gráficos e efeitos de alta qualidade
- Os desenvolvedores podem criar aplicativos programando em diversas linguagens, dentre elas: JavaScript (utilizando AJAX), C#, Python, Ruby e Visual Basic
- Foi projetado para trabalhar em diversas arquiteturas, sistemas operacionais e navegadores

## Transmissão de áudio e vídeo
A tecnologia do Silverlight foi empregada para gerar novas soluções de transmissão com alta qualidade, possibilitando alcançar patamares nunca conquistados. Para isso, é possível usar o Microsoft Expression Media Encoder e outros ambientes de edição. Ótimo para que webdesigners possam ter controle completo sobre suas aplicações.
Entre as principais características de transmissão estão: suporte a biblioteca API, possibilidade de usar ferramentas da Microsoft ou de terceiros, trabalhar com qualidade de streaming maior que a de DVDs (HDTV) e também permissão para hospedar arquivos de vídeo/áudio maiores que 4 GigaBytes.

## Alternativa
O projeto Mono vem desenvolvendo o Moonlight uma alternativa opensource ao Silverlight, projeto esse que é financiado pela Novell e pela própria Microsoft.

## Versões

### Silverlight 5
- Uma melhoria na performance de arquivos de mídia, como por exemplo o H.264 com suporte a aceleração pela GPU;
- O texto está mais claro do que nas versões anteriores, possibilitando uma melhor leitura;
- Aceleração pela GPU de aplicações em 3D, possibilitando uma experiência mais rica e fluida nas aplicações;
- Suporte a testes com o Visual Studio Team Test;
- Possui suporte a sistemas 64-bit;
- Estende características do modelo 'Trusted Application' ao navegador, pela primeira vez.